# Herrschaftsgericht Harburg

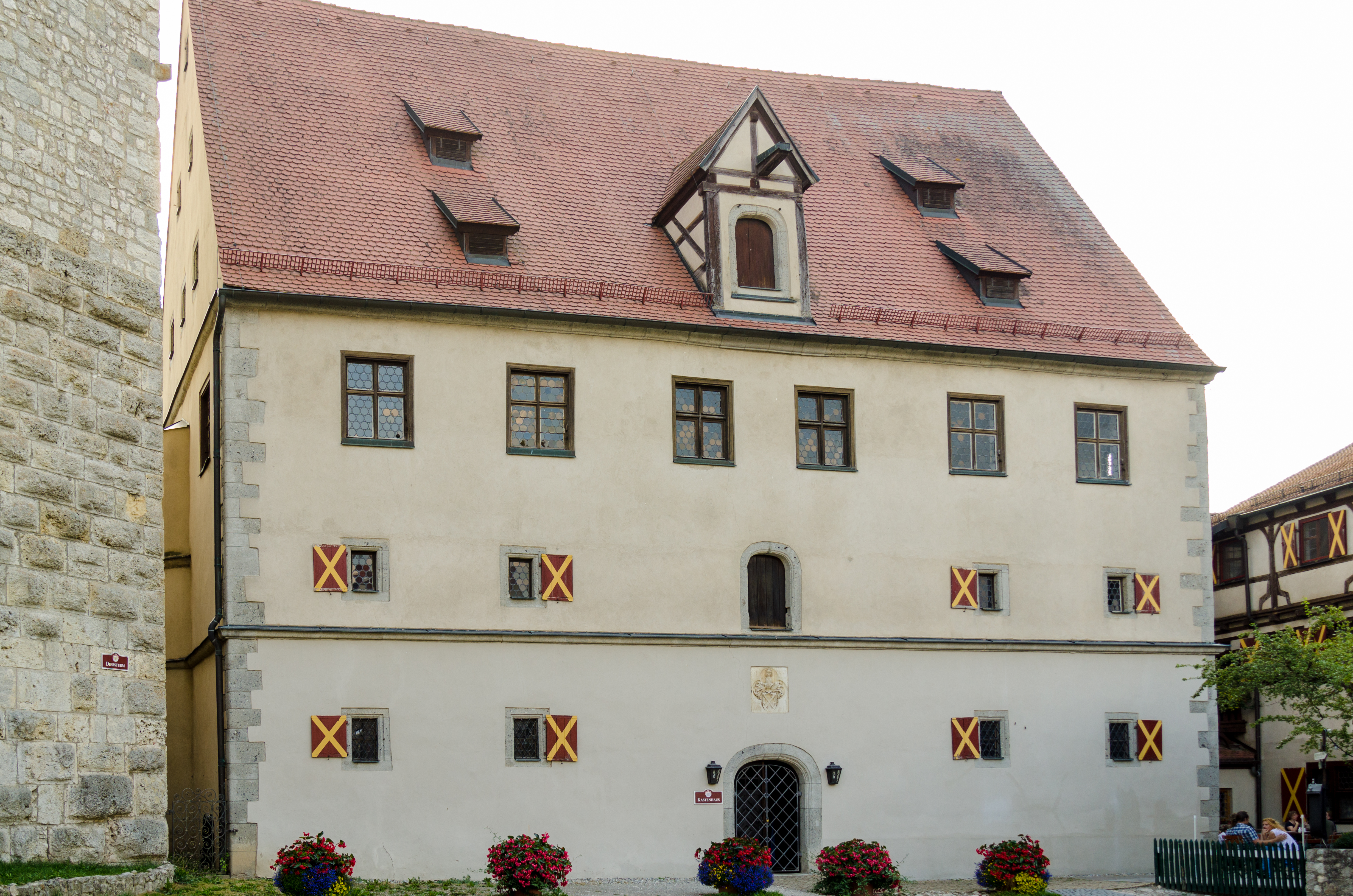
Sitz des Herrschaftsgerichtes: der Kastenbau auf Burg Harburg

Das Herrschaftsgericht Harburg war ein Herrschaftsgericht der Fürsten zu Oettingen-Wallerstein in Harburg. Es bestand von 1818 bis 1848. Bis 1837 war es Teil des Rezatkreises, ab 1838 gehörte es zu Schwaben und Neuburg. 1848 wurde es in eine Gerichts- und Polizeibehörde umgewandelt, die 1852 erlosch.
Im Jahr 1818 hatte das Herrschaftsgericht 6510 Einwohner, die sich auf 1347 Familien verteilten und in 1171 Anwesen wohnten.

## Lage
Das Herrschaftsgericht grenzte im Südosten an das Landgericht Donauwörth, im Nordwesten an das Landgericht Nördlingen und im Südwesten an das Herrschaftsgericht Bissingen.

## Struktur

### Steuerdistrikte
Das Herrschaftsgericht wurde in 11 Steuerdistrikte aufgeteilt, die vom Rentamt Nördlingen verwaltet wurden.
- Appetshofen mit (Lierheim);
- Balgheim;
- Deggingen mit Kloster Deggingen, Merzingen und Ziswingen;
- Ebermergen mit Brünsee, Marbach und Untere Reismühle;
- Großsorheim mit Egermühle, Hoppingen und Möggingen;
- Harburg mit (Bühlhof), (Harthof), Kratzhof, Listhof, Salchhof, Schloss Harburg, Stadelhof und Stetthof;
- Heroldingen mit Brennhof, Schrattenhofen und Tiefenmühle;
- Kleinsorheim;
- Mauren mit Obere Reismühle und Spielberg;
- Schaffhausen mit (Reimertshof), Rohrbach und Thurneck;
- Untermagerbein.

### Ruralgemeinden
1820 gab es 16 Ruralgemeinden im Herrschaftsgericht Harburg:
- Balgheim;
- Brünsee mit Marbach;
- Deggingen mit Kloster Deggingen;
- Ebermergen mit Untere Reismühle;
- Großsorheim mit Egermühle und Möggingen;
- Harburg mit Bühlhof, Harthof, Kratzhof, Listhof, Salchhof, Schloss Harburg, Stadelhof und Stetthof;
- Heroldingen mit Brennhof und Tiefenmühle;
- Hoppingen;
- Kleinsorheim;
- Mauren mit Obere Reismühle und Spielberg;
- Merzingen;
- Rohrbach mit Thurneck;
- Schaffhausen;
- Schrattenhofen;
- Untermagerbein;
- Ziswingen.

## Weitere Entwicklung
1823 kamen vom aufgelösten Herrschaftsgericht Maihingen die Gemeinden Alerheim, Bühl, Rudelstetten und Wörnitzostheim hinzu.
Nach 1829, jedoch vor 1839 wurden vom Landgericht Nördlingen die Gemeinden Appetshofen und Möttingen überwiesen.
Nach 1829, jedoch vor 1839 wurde Untermagerbein an das Herrschaftsgericht Bissingen abgegeben.